# Anolis fungosus
Espèce
Synonymes
- Norops fungosus (Myers, 1971)

Anolis fungosus est une espèce de sauriens de la famille des Dactyloidae. 

## Répartition
Cette espèce se rencontre au Panamá et au Costa Rica.

## Publication originale
- Myers, 1971 : Central American lizards related to Anolis pentaprion: two new species from the Cordillera de Talamanca. American Museum Novitates, no 2471, p. 1-40 (texte intégral).